# Onthophagus carpophilus
Onthophagus carpophilus là một loài bọ cánh cứng trong họ Bọ hung (Scarabaeidae).